# April Wine (álbum)
April Wine es el álbum debut de la banda de rock canadiense April Wine, grabado y lanzado a la venta por Aquarius Records en 1971.  Fue republicado en 1993 en formato de disco compacto por la misma discgráfica.
April Wine logró firmar contrato con Aquarius Records y publicar este disco, pero no obtuvo reconocimiento alguno. Sin embargo, el sencillo «Fast Train» fue un éxito inesperado para la banda, pues dicho tema alcanzó el 38.º puesto de los 100 sencillos más populares de la revista RPM Magazine en 1971. Debido a esto, el grupo consiguió grabar su segundo material discográfico al año siguiente.

## Recepción de la crítica
Doug Stone, crítico de Allmusic, le dio una calificación de 2 de 5 estrellas a April Wine y mencionó en su reseña que «lo único que vale la pena de la primera producción de April Wine es «Fast Train» de Myles Goodwyn».  Empero, señaló que «estos primeros trabajos musicales sólo contienen matices de grandeza y que Goodwyn decide que lo que quiere hacer es algo de rock».

## Lista de canciones

### Lado A
| Side one |                       |               |          |  |
| N.º      | Título                | Escritor(es)  | Duración |  |
| 1.       | «Oceana»              | David Henman  | 4:56     |  |
| 2.       | «Can't Find the Town» | Jim Henman    | 3:48     |  |
| 3.       | «Fast Train»          | Myles Goodwyn | 3:19     |  |
| 4.       | «Listen Mister»       | Myles Goodwyn | 5:43     |  |

### Lado B
| Side one |                 |                                                  |          |  |
| N.º      | Título          | Escritor(es)                                     | Duración |  |
| 5.       | «Page Five»     | David Henman                                     | 6:04     |  |
| 6.       | «Song for Mary» | Jim Henman                                       | 4:34     |  |
| 7.       | «Wench»         | Goodwyn / D. Henman / J. Henman / Ritchie Henman | 4:06     |  |
| 8.       | «Time»          | Jim Henman                                       | 3:51     |  |

## Formación
- Myles Goodwyn — voz y coros
- David Henman — guitarra, sitar y coros
- Jim Henman — guitarra, bajo, y coros
- Ritchie Henman — batería y teclado

## Posicionamiento
| Año  | Sencillo     | País   | Lista                        | Posición máxima |
| ---- | ------------ | ------ | ---------------------------- | --------------- |
| 1971 | «Fast Train» | Canadá | RPM Magazine Top 100 Singles | 38.º            |